# Ульяновка (Уваровский район)
Ульяновка —  деревня в Уваровском районе Тамбовской области России. 
Входит в Моисеево-Алабушский сельсовет.

## География
Расположена в 20 км к юго-западу от районного центра, города Уварово.  
В 7 км к востоку находится центр сельсовета, село Моисеево-Алабушка.

## Население
| 2002 | 2010 |
| ---- | ---- |
| 360  | ↘319 |

Согласно результатам переписи 2002 года, в национальной структуре населения русские составляли 99 % от жителей.